# Triumfetta cana
Triumfetta cana là một loài thực vật có hoa trong họ Cẩm quỳ. Loài này được Blume miêu tả khoa học đầu tiên năm 1825.